# Chère petite
 (août 2025).
Motif : Article recréé plusieurs fois, aucune source définie
- Archive Wikiwix
- Bing
- Cairn
- DuckDuckGo
- E. Universalis
- Gallica
- Google
- G. Books
- G. News
- G. Scholar
- Persée
- Qwant
- (zh) Baidu
- (ru) Yandex
- (wd) trouver des œuvres sur Wikidata

| 1. | Préciser le motif de la pose du bandeau. | Précisez le motif de la pose du bandeau en utilisant la syntaxe suivante : {{admissibilité à vérifier\|date=août 2025\|motif=remplacez ce texte par le motif}}                    |
| 2. | Informer les utilisateurs concernés.     | Pensez à avertir le créateur de l'article, par exemple, en insérant le code ci-dessous sur sa page de discussion : {{subst:avertissement admissibilité à vérifier\|Chère petite}} |

Chère petite (titre original : Liebes Kind ) est une mini-série policière allemande réalisée par Isabel Kleefeld et Julian Pörksen, qui a également écrit la série. Basée sur le livre de Romy Hausmann, la saison a été diffusée pour la première fois le 7 septembre 2023 sur Netflix. Le scénario n'est pas sans rappeler le calvaire enduré par l’Autrichienne Natascha Kampusch. La série a remporté le prix du meilleur téléfilm ou mini-série aux 52e International Emmy Awards .

## Synopsis
La série suit une femme emprisonnée avec ses deux enfants pendant une longue période. Après avoir réussi à s'évader, la police ouvre une enquête sur une disparition survenue 13 ans plus tôt. Les enquêteurs et la famille de l'enfant disparue vont découvrir sa triste réalité.

## Casting
- Kim Riedle : la fausse « Lena Beck » / Jasmin « Jassy » Grass
- Naila Schuberth : Hannah
- Sammy Schrein : Jonathan
- Haley Louise Jones : officier Aida Kurt
- Hans Löw : officier du CID Gerd Bühling
- Justus von Dohnányi : Matthias Beck
- Birge Schade : l'infirmière Ruth
- Seraphina Maria Schweiger : officier Ines Reisig
- Julika Jenkins : Karin Beck
- Özgür Karadeniz : Dr Benedikt Hamstedt
- Juri Senft : Sven
- Christian Beermann : Lars Rogner
- Jeanne Goursaud : Lena Beck
- Christian Kerepeszki : Ulrich Grass

## Diffusion
Les six épisodes de Chère petite ont été mis à disposition sur Netflix le 7 septembre 2023. Au cours des deux premières semaines après sa sortie, la série s'est imposée comme l'émission non anglophone la plus regardée sur la plateforme, apparaissant dans le top 10 dans plus de 90 pays.

## Réception critique
La série a reçu des critiques très positives. Oliver Gaebel de Der Spiegel la décrit comme une « série sombre et palpitante » qui aborde des questions délicates, la qualifiant de « thriller policier à part entière ». Julian Weinberger de Prisma souligne l'intensité du premier épisode et la performance de Justus von Dohnányi, mais note que la série devient de plus en plus conventionnelle, ce qui risque de ternir l'impression générale. 
Pauline Conradsson du Parisien évoque "La qualité de cette création tient aussi à la profondeur psychologique de ses personnages. On comprend au fil des épisodes les liens entre les uns et les autres, certains qui se sont connus par le passé, sans que cela paraisse trop gros, comme souvent."